# Rugby a 15 ai II Giochi del Mediterraneo
Nel 1955, in occasione della 2ª edizione dei Giochi del Mediterraneo, il Comité International de Jeux Mediterraneéns decise di introdurre anche la disciplina del rugby a 15 nell'evento sportivo, che fece il suo debutto insieme ad altri cinque sport, quali: ciclismo, equitazione, hockey su prato, hockey su pista e vela.
Al torneo parteciparono le squadre nazionali di tre Paesi: la nazionale spagnola, la rappresentativa della nazione ospitante i Giochi, la nazionale italiana e la nazionale francese, che, tuttavia, prese parte alla competizione in via ufficiosa; difatti, la Fédération Française de Rugby decise di non riconoscere la presenza internazionale ai propri giocatori in entrambi gli incontri in programma. Pertanto, la squadra transalpina partecipò ufficialmente come "Francia XV".
Il programma del torneo prevedeva tre match dal 18 al 24 di luglio, nei quali ogni squadra nazionale avrebbe affrontato le avversarie esattamente come se fosse un girone unico all'italiana con partite di sola andata; in ordine: Spagna — Italia, Italia — Francia XV, Spagna — Francia XV. Tutti gli incontri furono disputati all'Estadio La Foixarda di Barcellona ed arbitrati da un ufficiale di gara di una delle tra federazioni partecipanti.
Nel primo match l'Italia si impose sulla Spagna per 8-0, mentre nel secondo fu la Francia XV a superare l'Italia col punteggio di 16-8. Diversamente dai primi due incontri parsi equilibrati, la terza partita tra Spagna e Francia XV fu controllata dagli ospiti che si imposero per 45-6. Grazie alle due vittorie conquistate sul capo, la Francia si aggiudicò la medaglia d'oro; grazie alla vittoria sulla Spagna, l'Italia vinse l'argento, mentre la Spagna, uscita sconfitta in entrambi i match, ebbe il bronzo.

## Risultati
| Barcellona 18 luglio 1955, ore 18 TMEC | Spagna   | 0 – 8 referto | Italia | Stadio La Foixarda\| Arbitro: \| Siccardi \| |
| Arbitro:                               | Siccardi |               |        |                                              |

| Barcellona 21 luglio 1955, ore 18 TMEC | Italia | 8 – 16 referto | Francia XV | Stadio La Foixarda\| Arbitro: \| Madrid \| |
| Arbitro:                               | Madrid |                |            |                                            |

| Barcellona 24 luglio 1955, ore 17:30 TMEC | Spagna | 6 – 45 | Francia XV | Stadio La Foixarda\| Arbitro: \| Lena \| |
| Arbitro:                                  | Lena   |        |            |                                          |

### Classifica finale
| pos     | Squadra | G. | V. | N. | P. | P+ | P- | Diff. | Pt. |
| Oro     | Francia | 2  | 2  | 0  | 0  | 61 | 14 | 47    | 4   |
| Argento | Italia  | 2  | 1  | 0  | 1  | 16 | 16 | 0     | 2   |
| Bronzo  | Spagna  | 2  | 0  | 0  | 2  | 6  | 53 | -47   | 0   |